# Охорона здоров'я в Чернівцях
В обласному центрі Буковинського краю у м. Чернівці з постійним населенням, станом на 01.01.2011 — 250,1 тис. сконцентровано лікувальні заклади, які надають первинну медико — санітарну, кваліфіковану та спеціалізовану допомогу.
У місті функціонує 39 лікувальних закладів в тому числі: 16 міської комунальної власності, 19 — обласної, 4 — відомчі. Всі лікувальні установи міської комунальної власності акредитовані Державною акредитаційною комісією.
- КМУ «Амбулаторія загальної практики-сімейної медицини № 1»
- КМУ «Міська поліклініка № 1»
- КМУ «Міська поліклініка № 2»
- КМУ «Міська поліклініка № 3»
- КМУ «Міська поліклініка № 5»
- КМУ «Міська клінічна лікарня № 2»
- КМУ"Міська клінічна лікарня № 3"
- КМУ «Міська лікарня № 4»
- КМУ «Міська дитяча клінічна лікарня»
- КМУ «Міська дитяча поліклініка»
- КМУ «Міський клінічний пологовий будинок № 1»
- КМУ «Міський клінічний пологовий будинок № 2»
- КМУ Міська станція швидкої медичної допомоги
- КМУ «Міська стоматологічна поліклініка»
- КМУ «Міська дитяча стоматологічна поліклініка»
- Госпрозрахункова поліклініка профілактичних оглядів

Надання медичної допомоги в закладах охорони здоров'я територіальної громади м. Чернівців ведеться за такими напрямками:
- швидка медична допомога (станція швидкої медичної допомоги);
- амбулаторно — поліклінічна допомога (4 міських поліклініки по обслуговуванню дорослого населення, амбулаторія загальної практики сімейної медицини № 1, міська дитяча поліклініка, жіночі консультації двох пологових будинків, дві стоматологічні поліклініки: для дорослих та для дітей, поліклініка профілактичних оглядів);
- кваліфікована і спеціалізована медична допомога (три міських лікарні, два пологових будинки, міська дитяча клінічна лікарня).

Медичні послуги територіальній громаді міста надають 4,47 тисячі осіб, із них — 1102 лікарів, 1902 — середніх медпрацівників, 1473 осіб — молодшого та обслуговчого персоналу.
У медичній галузі міста працює — 9 Заслужених лікарів, 20 кандидатів медичних наук, 588 лікарів вищої та першої категорії.
Робота управління охорони здоров'я міста націлена на реалізацію заходів оптимізації та регіонального реформування медичної галузі, продовження роботи щодо подальшого зміцнення матеріально-технічної бази лікувально-профілактичних установ, покращення медичного забезпечення жінок та дітей, удосконалення спеціалізованої медичної допомоги населенню, забезпечення належної організаційної роботи галузі по раціональному використанню наявних ресурсів, залучення інших джерел фінансування, впровадження сучасних технологій.